# Hildegard-von-Bingen-Pilgerwanderweg
Der Hildegard-von-Bingen-Pilgerwanderweg ist ein 137 km langer Wanderweg in der Naheregion von Rheinland-Pfalz. Er führt in zehn Etappen, die zwischen 4,7 und 20 km lang sind, von Idar-Oberstein nach Bingen am Rhein. Stationen berühren Niederhosenbach, den möglichen Geburtsort von Hildegard von Bingen, die Klosterruine Disibodenberg, in dem sie vierzig Jahre lang lebte, sowie die heutige Wallfahrtskirche in Rüdesheim-Eibingen mit dem Hildegardschrein.
Entlang des Weges berichten informative oder meditativ gehaltene Tafeln über Leben und Werk von Hildegard von Bingen sowie über das Leben im Mittelalter. Ein Pilgerbuch informiert über Tafeln und Hintergründe des Weges.

## Etappen
1. Idar-Oberstein – Herrstein (20,5 km)
2. Herrstein – Kirn (15,6 km)
3. Kirn – Monzingen (18,2 km)
4. Monzingen – Disibodenberg (13,2 km)
5. Disibodenberg – Schloßböckelheim (15,5 km)
6. Schlossböckelheim – Braunweiler (14,2 km)
7. Braunweiler – Stromberg (19,5 km)
8. Stromberg – Bingen am Rhein (19,6 km)
9. Binger Hildegard-Weg (4,8 km)
10. Der Rüdesheimer Hildegardweg (6,8 km)